# Wet van Boyle

Een animatie toont de relaties tussen druk en volume bij gelijke temperatuur en massa.

De wet van Boyle (ook wel wet van Boyle-Mariotte genoemd) beschrijft het gedrag van ideale gassen bij constante temperatuur:
{\displaystyle pV={\textrm {constant}}\,}
Hierin is p de druk en V het volume van het gas.
Deze wet stelt dat bij een constante hoeveelheid gas en een constante temperatuur de druk van een gas omgekeerd evenredig is aan het volume.
De wet is vernoemd naar de Ierse filosoof en scheikundige Robert Boyle (1627-1691). In sommige landen wordt deze wet ook wel de wet van Boyle-Mariotte genoemd. Door de uitvinding in 1649 van de vacuümpomp door Otto von Guericke was Boyle in staat om te experimenteren met gassen onder verschillende – ook lagere – drukken.
De wet van Boyle vormt tezamen met de wet van Charles en wet van Regnault de idealegaswet.
Voorbeeld: Als men van een fietspomp de nippel goed afsluit en de zuiger omlaag duwt, neemt de druk in de pomp toe. Als men de zuiger zover omlaag duwt dat de lucht in de pomp tot de helft van zijn oorspronkelijke volume is samengedrukt, dan is de luchtdruk tweemaal zo hoog geworden.